# Оренхофен
Оренхофен (нем. Orenhofen) — община в Германии, в земле Рейнланд-Пфальц. 
Входит в состав района Айфель-Битбург-Прюм. Подчиняется управлению Шпайхер.  Население составляет 1264 человека (на 31 декабря 2010 года). Занимает площадь 12,04 км².